# Vodič kroz galaksiju za autostopere
Vodič kroz galaksiju za autostopere (engl. The Hitchhiker's Guide to the Galaxy) britanski je znanstvenofantastični satirični roman i prva od "trilogije od pet knjiga" koju je napisao Douglas Adams, prvi put objavljena 1979. Roman je zapravo adaptacija prvih četiriju dijelova Adamsove istoimene radijske serije. Knjiga je rasprodana u 250.000 primjeraka u samo prva tri mjeseca.
Radnja se odvija oko dogodovština Arthura Denta, običnog čovjeka koji preživi događaj u kojem izvanzemaljci "razruše" Zemlju da bi napravili prostor za izgradnju svemirske autoceste. Sam naslov je parafraza fiktivnog autostoperskog vodiča po galaktici u obliku enciklopedije, što je zapravo parodija na "Galaktičku enciklopediju" iz ZF-romana Zaklada koji je napisao Isaac Asimov. Roman je bio vrlo popularan zbog humorističnog prikaza svemira i satiričnih šala, a po njemu je 2005. snimljena i filmska adaptacija.

## Pozadina
Adams je tvrdio da je naslov nastao prilikom incidenta iz 1971. godine kada je kao mladić s kopijom knjige Autostoperski vodič po Europi (engl. Hitch-hiker's Guide to Europe) autostopirao po Europi i tada je, ležeći pijan u polju kraj Innsbrucka s kopijom ove knjige uza se i motreći zvijezde, pomislio da bi bila dobra ideja kada bi netko isto tako napisao autostoperski vodič po galaktici. No poslije je tvrdio da je ovu priču ispričao toliko mnogo puta da je bio zaboravio na sam incident, već je samo zapamtio sebe da si kazuje priču. Njegovi se prijatelji navode da im je Adams spomenuo ideju "autostopiranja po galaktici" tijekom odmora u Grčkoj 1973.
Adamov je fiktivni Vodič elektronički vodič po galaktici Mliječnoj stazi, izvorno objavljen od Megadodovih publikacija, jedne od velikih izdavačkih kuća Ursa Minor Bete. Narativ raznih inačica priče često je istaknut s izvadcima iz Vodiča. Glas u Vodiču (Peter Jones u prvim dvjema radijskim serijama i TV-inačicama, potom William Franklyn u trećoj, četvrtoj i petoj radijskoj seriji i Stephen Fry u filmskoj inačici) također pruža opću naraciju.

## Radnja
Dobavljači i radnici stignu do kuće Arthura Denta te ga obavještaju da planiraju srušiti njegov dom da bi se napravilo mjesta za izgradnju obilaznice. Njegov prijatelj Ford Prefect stigne dok Arthur leži ispred buldožera da bi ih odvratio od uništavanja svoje kuće. Ford mu objasni da ima puno bitnijih stvari: naime, i sama će Zemlja ubrzo biti srušena jer Vogonci, izvanzemaljci, planiraju time napraviti mjesta za izgradnju svemirske obilaznice.
Njih dvojica uspijevaju prije uništenja pobjeći autostopiranjem do jednog od svemirskih brodova Vogonaca. To je međutim nezakonito pa ih Vogonci kažnjavaju vogonskom poezijom, trećom najgorom u poznatom svemiru, te ih izbace u svemir. Forda i Arthura ipak pokupi Zlatno srce, svemirski brod koji je ukrao Fordov polurođak i predsjednik galaktike Zaphod Beeblebrox, koji zajedno s Trillian, djevojkom iz Britanije koja je također spašena, i depresivnim robotom Marvinom traži legendarni planet Magratheu, koji navodno proizvodi "luksuzne planete". Iako je Ford skeptičan, oni pronalaze Magratheu.
Na tom se planetu Arthur odvoji od ostatka skupine i sretne domorodca Slartibartfasta koji mu objasni da je Zemlja bila zapravo superračunalo koje su stvorila superinteligentna bića koja su htjela izračunati i saznati odgovor o smislu života, svemiru i svemu ostalom. To je računalo nakon sedam i pol milijuna godina izračunalo da je odgovor 42. Međutim, bića su bila zbunjena pa su nakon toga morala postaviti i koje je bilo pitanje na taj odgovor. Međutim, nakon deset milijuna godina, samo pet minuta prije završetka zadaće, Zemlju su srušili Vogonci. Bića koja su postavila zadaću imaju oblik miševa te žele Arthurov mozak jer se nadaju da će ipak nekako naći pitanje na svoj odgovor. Stiže i svemirska policija te u kaosu Arthur, Zaphod, Ford i Trillian bježe u Zlatnom srcu. Na kraju odluče prvo otići nešto pojesti prije nego što krenu s daljnjim koracima, čime se uspostavlja veza s drugim romanom Restoranom na kraju svemira.

## Nastavci
Nakon ovog romana uslijedili su i nastavci koji su pratili dogodovštine Arthura i drugih kao i njegov povratak na Zemlju: Restoran na kraju svemira (1980.), Život, svemir i sve ostalo (1982.), Zbogom i hvala na svim ribama (1984.) kao i Većinom bezopasni (1992.). Godine 2008. irski autor Eoin Colfer objavio je pisanje i šeste knjige I još jedna stvar... koja je objavljena 2009. na tridesetu obljetnicu originala.
Po prvom je romanu 2005. godine snimljen i istoimeni film koji je režirao Garth Jennings, a u kojemu su glavne uloge tumačili Martin Freeman, Zooey Deschanel i Sam Rockwell.

## Dan ručnika
U čast ovom romanu obožavatelji Douglasa Adamsa svakog 25. svibnja slave "Dan ručnika" kojim se obilježava jedna scena iz priče.

## Vanjske poveznice
- Autostoperski vodič po galaktici BBC